# Cant del Barça

Le Cant del Barça (en français : « Chant du Barça ») est l'hymne officiel du Futbol Club Barcelona. Il a été écrit en 1974 par Josep Maria Espinàs et Jaume Picas (ca) et composé par le musicien catalan Manuel Valls.

## Historique
L'hymne est officiellement lancé le 27 novembre 1974 au Camp Nou, à l'occasion du 75e anniversaire du club. Il est chanté par 3 500 chanteurs provenant de 78 chorales membres du Secretariat dels Orfeons de Catalunya, sous la direction d'Oriol Martorell. Le match qui suit oppose le FC Barcelone et l'équipe de la République démocratique allemande.
Au fil des ans, il devient de plus en plus populaire pour sa qualité et son caractère intégrateur. Il est interprété par des chanteurs célèbres comme Joan Manuel Serrat ou Josep Carreras.
Le Conseil d'administration du Futbol Club Barcelona présidé par Josep Lluís Núñez cesse dès 1974 de payer les droits d'auteur, arguant que les paroles et la musique avaient été données au club par les auteurs. La situation, basée sur cette prétendue donation, de fait fausse, dure jusqu'en mars 2013, lorsque le conseil décide alors de reconnaître officiellement la paternité de Valls, Espinàs et Picas et de payer les droits correspondants.

## Paroles
| Version originale en catalan | Traduction en français |
| --- | --- |
| Tot el camp és un clam som la gent blau-grana. Tant se val d’on venim si del sud o del nord ara estem d’acord, estem d’acord una bandera ens agermana. Blau-grana al vent un crit valent tenim un nom el sap tothom: Barça, Barça, Barça! Jugadors Seguidors tots units fem força. Són molts anys plens d’afanys, són molts gols que hem cridat i s’ha demostrat, s’ha demostrat, que mai ningú no ens podrà tòrcer. Blau-grana al vent un crit valent tenim un nom el sap tothom: Barça, Barça, Barça! | Tout le stade ! Est une clameur ! Nous sommes les blaugranas, De n’importe où d’où nous venons, Du sud ou du nord, Maintenant nous sommes d’accord, nous sommes d’accord, Un drapeau nous rassemble. Blaugrana au vent, Un cri courageux, Nous avons un nom, tout le monde le connaît, Barça, Barça, Barça ! Joueurs ! Supporters ! Notre union fait notre force, Beaucoup d’années sacrifiées, Beaucoup de buts célébrés, Et c’est démontré, c’est démontré, Que jamais personne ne nous vaincra. Blaugrana au vent, Un cri courageux, Nous avons un nom, tout le monde le connaît, Barça, Barça, Barça ! |